# چاقالو و وارثه
چاقالو و وارثه (انگلیسی: Fatty and the Heiress) فیلمی کوتاه به کارگردانی راسکو آرباکل محصول سال ۱۹۱۴ کشور ایالات متحده آمریکا است.

## بازیگران
- راسکو آرباکل
- ادوارد دیلان
- مینتا دارفی
- ال سنت جان
- اسلیم سامرویل